# Miłosz Matysik
Miłosz Matysik (ur. 26 kwietnia 2004 w Białymstoku) – polski piłkarz, występujący na pozycji obrońcy w cypryjskim klubie Aris Limassol oraz jako kapitan reprezentacji Polski U-19.
Jest wychowankiem Jagielloni Białystok.

## Sukcesy
Jagiellonia Białystok
- Mistrzostwo Polski: 
  -  2023/24